# エドワード・マルヘアー
エドワード・マルヘアー（Edward Mulhare,  1923年4月8日 - 1997年5月24日）は、アイルランド出身の俳優である。

## 来歴
1923年、アイルランドのコークに生まれる。その後、アイルランドで育ち、大学でははじめ薬学を専攻するが、後に演劇の道を進んだ。1942年に地元コークの劇場で演劇のキャリアをスタートさせ、ダブリンを経てロンドンへ活動の場を移し、ローレンス・オリヴィエが演出のシェイクスピア作品『オセロ』でオーソン・ウェルズなどらとも共演した。後にアメリカへ活動拠点を移し、1957年からブロードウェイ舞台の『マイ・フェア・レディ』にヘンリー・ヒギンズ教授役で出演し、高い評価を得た。尚、同作はロングラン上演され、1962年までマルヘアーも出演している。
イギリス時代から『ロビン・フッドの大冒険』など、いくつかのテレビドラマなどへも出演しており、アメリカでは1957年に『スタジオ・ワン』でテレビデビューした。1964年あたりからはフランク・シナトラ主演の『脱走特急』などの映画へも出演し始める。1966年のジェームズ・コバーン主演のスパイ・アクション映画『電撃フリントGO!GO作戦』では、コバーン演じるフリントに執念を燃やす敵役で出演。その後も順調にキャリアを重ね、1968年から出演したテレビドラマ『ミセスと幽霊』などで人気を博した。
1982年から4年間レギュラー出演したデビッド・ハッセルホフ主演の特撮ドラマ『ナイトライダー』で演じた主人公マイケル・ナイトをサポートする良き理解者で財団の管理者、デボン・シャイアー（原語版はデボン・マイルズ）役は日本でも知られている。尚、晩年ハッセルホフのもう一つの代表作でもあるテレビドラマ『ベイウォッチ・ナイト』へもゲストとして出演した。

### 死去
1997年、肺癌のためカリフォルニア州のヴァン・ナイスで死去。74歳だった。

## 出演作品
吹替声優は中村正が担当している。

### 映画
- Giv'a 24 Eina Ona (1955)
- 逆転殺人 Signpost to Murder (1964)
- 脱走特急 Von Ryan's Express (1964)
- 電撃フリントGO!GO作戦 Our Man Flint (1966)
- Eye of the Devil (1966)
- おしゃれスパイ危機連発 Caprice (1967)
- ギジェットは15才 Gidget Grows Up (1969)
- メガフォース Megaforce (1982)
- B-17: The Flying Fortress (1987) ※ビデオ作品
- 新ナイトライダー2000 Knight Rider 2000 (1991) ※テレビ映画
- 探偵ハート&ハート Hart to Hart: Secrets of the Hart (1995) ※テレビ映画
- カリブは最高! Out to Sea (1997)

### テレビドラマ
- Look Up and Live (1954)
- BBC Sunday-Night Theatre (1955)
- ロビン・フッドの大冒険 The Adventures of Aggie (1956 - 1957)
- スタジオ・ワン Studio One (1957)
- Lamp Unto My Feet (1957)
- クラフト・テレビジョン・シアター Kraft Television Theatre (1957)
- The United States Steel Hour (1957)
- Startime (1960)
- アウター・リミッツ The Outer Limits (1963)
- ミスター・ノバック Mr. Novak (1963)
- The Farmer's Daughter (1963)
- コンボイ Convoy (1965)
- Daniel Boone ((1965, 1967)
- 0022アンクルの女 The Girl from U.N.C.L.E. (1966)
- 頭上の敵機 12 O'Clock High (1966)
- FBIアメリカ連邦警察 The F.B.I. (1967, 1972)
- アフリカ大牧場 Cowboy in Africa (1967)
- ミセスと幽霊 The Ghost & Mrs. Muir (1968 - 1970)
- サンフランシスコ捜査線 The Streets of San Francisco (1972, 1974)
- 探偵キャノン Cannon (1974)
- The Lives of Benjamin Franklin (1974)
- エラリー・クイーン Ellery Queen (1976)
- ハンター Hunter (1977)
- Most Wanted (1977)
- 宇宙空母ギャラクティカ Battlestar Galactica (1979)
- 探偵ハート&ハート Hart to Hart (1979)
- ナイトライダー Knight Rider (1982 - 1986)
- マット・ヒューストン Matt Houston (1983)
- ジェシカおばさんの事件簿 Murder, She Wrote (1986)
- 冒険野郎マクガイバー MacGyver (1986)
- ベイウォッチ・ナイツ Baywatch Nights (1997)

### テレビアニメ
- スパイダーマン Spider-Man (1995)